# 니세이
니세이(二世)는 북아메리카, 남아메리아, 오세아니아 등에서 사용되는 일본에서 각 나라로 이주한 일본인 (일본계 외국인)의 제2세대를 나타내는 일본어다. 즉, 잇세이를 부모로 하는 세대이며, 그 잇세이의 손 세대 내지 니세이의 아이들은 산세이라고 불린다.
브라질은 일본을 제외한 해외에서 가장 많은 일본 인구를 보유하고 있으며, 혼혈 또는 혼혈 민족을 포함하여 150만 명이 넘는 것으로 추산된다. 일본계 브라질인 니세이는 남아메리카의 소수 민족의 주요 민족이다.